# Pont de la Rasa de la Casanova
El Pont de la Rasa de la Casanova és una obra de Castellar de la Ribera (Solsonès) inclosa a l'Inventari del Patrimoni Arquitectònic de Catalunya.

## Descripció
El pont de la Rasa de la Casanova està situat al sud-est del nucli de Castellar de la Ribera, molt a prop del Mas el Pla. Es tracta d'un pont de pedra seca d'un sol ull estret i d'arc rebaixat. La calçada és horitzontal, sense paretó i està coberta de vegetació.

## Història
El pont va ser construït a inicis del segle XX pels veïns de la masia del Pla.